# Željko Matuš
Željko Matuš (* 9. srpna 1935 Donja Stubica) je bývalý chorvatský fotbalista, který reprezentoval Jugoslávii. S její reprezentací získal stříbrnou medaili na prvním evropském šampionátu v roce 1960 a zlato na olympijských hrách v témže roce. Na tomto olympijském turnaji vstřelil branku do sítě Dánska. Po smrti Viktora Ponědělnika v prosinci 2020 se stal poslední žijícím účastníkem finále Eura 1960. Zúčastnil se též mistrovství světa v roce 1962, kde Jugoslávci skončila čtvrtí. Za národní tým nastoupil ke 13 utkáním, v nichž vstřelil 5 branek. Nastoupil též jednou za výběr Chorvatska v roce 1956 a v tomto utkání (proti Indonésii) dal také gól. Většinu klubové kariéry strávil v dresu Dinama Záhřeb (1955–1965). Získal s ním jeden mistrovský titul (1957/58) a třikrát vyhrál jugoslávský pohár (1959/60, 1962/63, 1964/65). Poté mu bylo umožněno ukončit kariéru v zahraničí, hrál za švýcarské kluby SC Young Fellows Juventus (1965–1969) a FC Curych (1970). S Curychem získal švýcarský pohár (1969/70). Během své kariéry vystřídal řadu postů, od obránce po útočníka.